# William Wordsworth
William Wordsworth (1770. április 7. – 1850. április 23.) angol romantikus költő. Az ő és barátja, Samuel Taylor Coleridge által közösen írt Lírai balladáktól (Lyrical Ballads) számítjuk az angol romantika időszakát (1798-1842). 1843-tól egészen haláláig Wordsworth volt Anglia nemzeti költője.

## Élete
William Wordsworth Cockermouth-ban született, az angliai Lake Districtben, a kiránduló övezetben, mely híres gyönyörű hegyeiről és tavairól. Édesanyja halála után 1778-ban, édesapja Williamet a hawksheadi gimnáziumba küldte, míg húgát Dorothyt rokonokhoz küldte Yorkshire-ba. Ezután a testvérpár kilenc évig nem találkozott. 
1783-ban William édesapja is meghalt. Az öt Wordsworth testvér az apai nagybácsihoz került. Gyermekkora lényegében boldog volt, ám később magányról is beszélt. Sok évbe került, míg megemésztette szülei halálát és a testvéreitől való szétválasztást. Wordsworth 1787-től a cambridge-i főiskolára járt. Első két nyári szünetében hazalátogatott, és szívesen túrázott később is az otthoni tájakon. 1790-ben a forradalmi Franciaországba látogatott és támogatta a köztársasági mozgalmat. A következő évben lediplomázott átlagos eredménnyel.

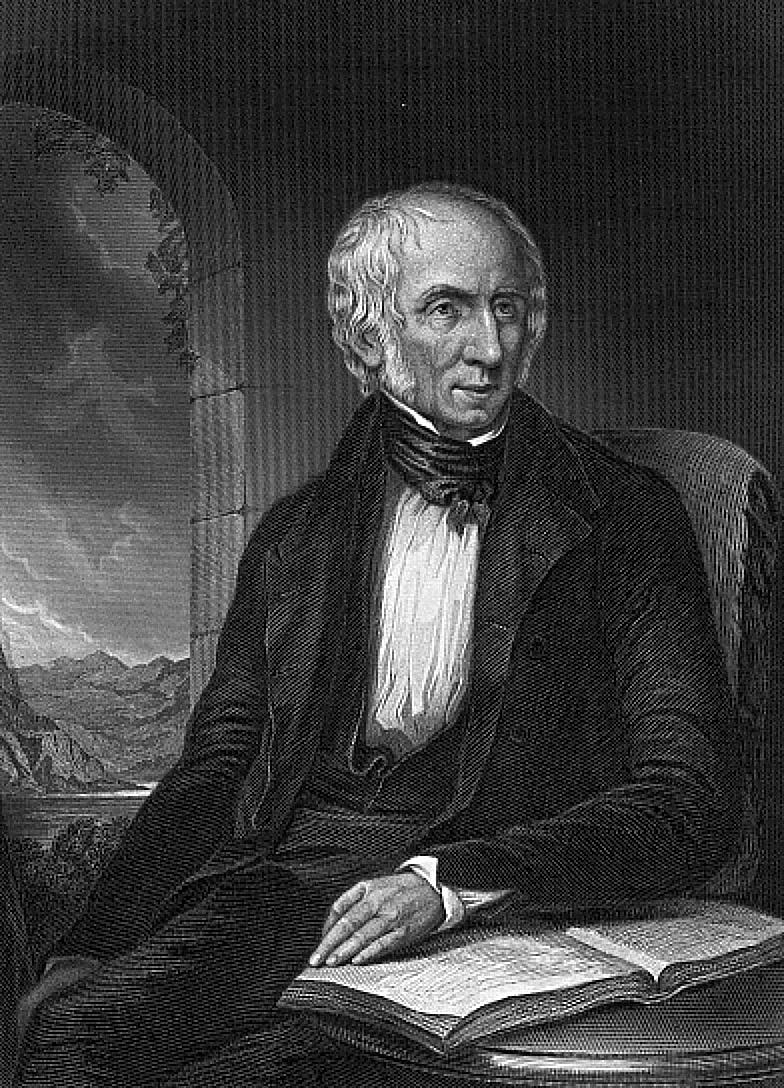
William Wordsworth, Margaret Gillies képe alapján készült másolat 1839-ből

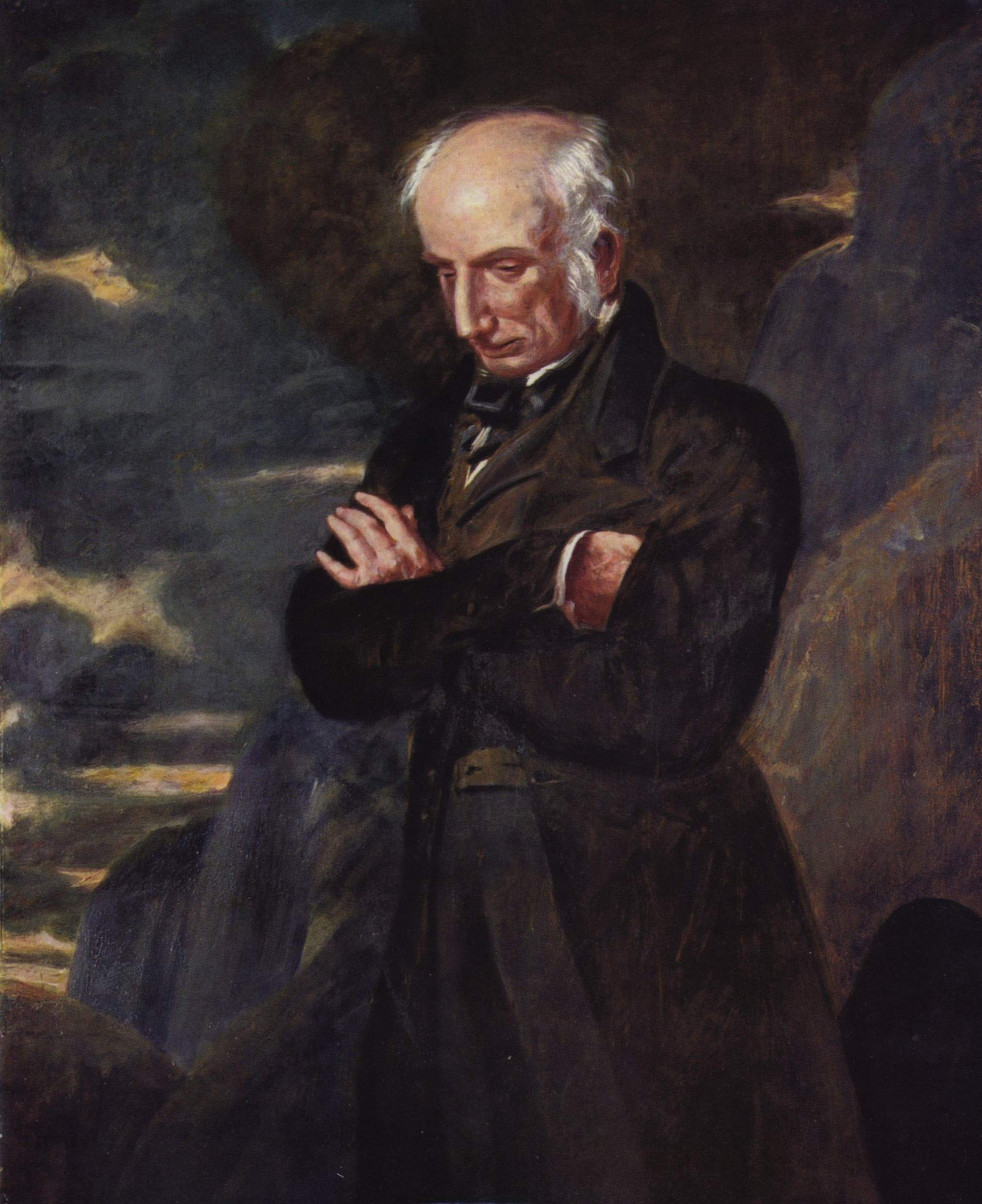
William Wordsworth (Benjamin Haydon portréja, 1842)

### Viszonya Annette Vallonnal
1791-ben Wordsworth visszatért Franciaországba, majd onnan hatalmas gyalogtúrába kezdett, keresztül az Alpokon és Olaszországon. Ez idő tájt lett szerelmes a francia Annette Vallonba, aki 1792-ben szülte meg egyetlen közös gyermeküket, Caroline-t. Rossz anyagi helyzete, valamint Anglia és Franciaország rossz viszonya miatt egyedül utazott vissza Angliába a következő évben. A megváltozott, rossz körülmények miatt végül mégsem vette el Annette-et, azonban élete végéig támogatta őket legjobb tudása szerint.

### Első művei és a „Lírai balladák”
1793-ban megjelent első verseskötete. Elegendőnek bizonyult apja hagyatéka ahhoz, hogy Wordsworth minden idejét a művészetnek szentelje. Ebben az évben ismerkedett meg Samuel Taylor Coleridge-dzsal Somersetben. A két költő hamarosan barátságot kötött. 1797-ben Wordsworth és húga, Dorothy Somerset-be költözött, Coleridge stowey-i otthonától csak egy mérföldre. Wordsworth és Coleridge ekkoriban írták meg közösen a Lírai balladákat '(Lyrical Ballads), az angol romantikus irodalom egyik fő művét. A köteten egyikőjük neve sem szerepelt. Ebben a kötetben foglal helyet Wordsworth "Sorok a tinterni apátság fölött" (Tintern Abbey) című verse, és Coleridge "Ének a vén tengerészről" című költeménye (The Rime of the Ancient Mariner). Az 1800-ban kiadott második kiadásban csak Wordsworth volt megjelölve szerzőként, és egy előszó is került az elejére. Ez az előszó az angol romantika egyik legfontosabb műve. Wordsworth ebben vitatja meg az új költészetet, amit ő hivatott írni. Ez az új költészet az emberek nyelvére lett szabva, kerüli a 18. század költői nyelvezetét. A „Lírai balladák” negyedik és egyben legutolsó kiadása 1805-ben volt.
Wordsworth ki nem állhatta Alexander Pope költészetét, mondván, hogy az ő költészete pont Pope ellentéte. Sőt, még azt is tagadta, hogy Pope költő lenne.

### Németország és az angliai Lake District
Wordsworth, Dorothy és Coleridge Németországba utazott 1798 őszén. Míg Coleridge le volt nyűgözve az úttól, Wordsworth honvággyal küszködött. Az 1798–1799-es kemény télen Wordsworth Dorothyval együtt élt a németországi Goslarban, és nagy magánya ellenére ekkor írta meg „Prelűd” című önéletrajzi művét. Húgával visszaköltöztek Angliába, a Lake Districtbe, ezúttal egy másik angol költő, Robert Southey szomszédságába. Wordsworth, Coleridge, és Southey később „Tavi költők” (Lake Poets) néven váltak ismertté. Költeményei ebből az időszakból a halál és a fájdalom témáit járják körül.

### Házassága
1802-ben feleségül vette gyermekkori barátját, Mary Hutchinsont. Dorothy együtt élt a házaspárral és közel került Maryhez. Öt gyermekük született.
Wordsworth Coleridge-dzsel való viszonya megromlott, viszont Robert Southey társaságában új barátra lelt. 1843-ban, Robert Southey halála után Wordsworth lett Anglia új nemzeti költője.

### Halála

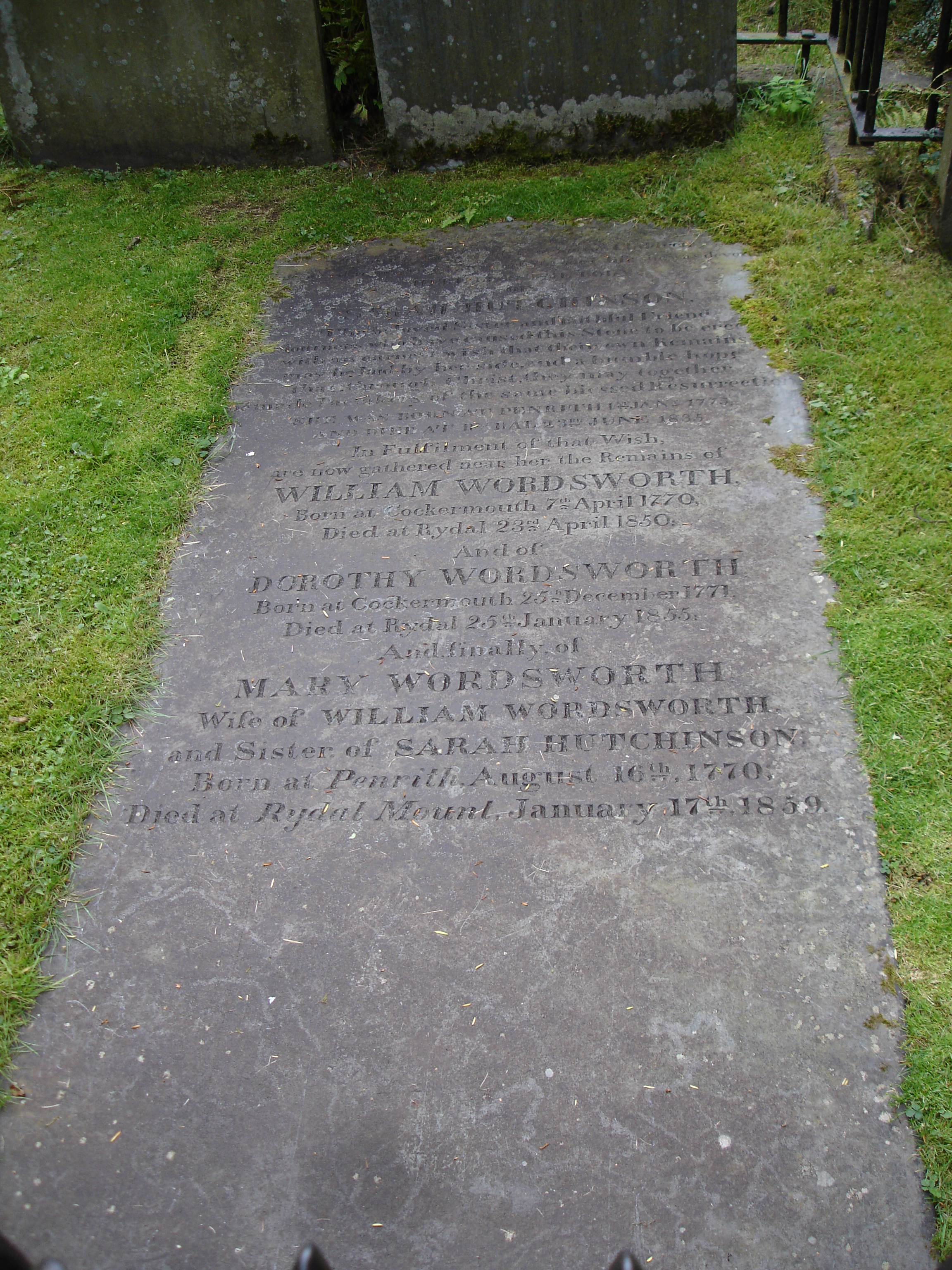
William Wordsworth grasmere-i sírköve

William Wordsworth Rydal Mountban halt meg 1850-ben, és Grasmere-ben, a Szent Oszvald templomban temették el. Síremlékére az általa igen kedvelt salátaboglárkát (Ranunculus ficaria) akarták rávésni, de tévedésből vérehulló fecskefű (Chelidonium majus) került rá. Hosszú, Coleridge-nak címzett önéletrajzi költeményét özvegye adatta ki Prelude címmel, pár hónappal Wordsworth halála után. Kezdetben nem váltott ki nagy érdeklődést ez az alkotás, azonban később hatalmas elismertségre tett szert.

## Magyarul
- Shakespeare Hamletje és Byron, Milton, Shelley, Rabindranath Tagore, Whitman, Wilde és Wordsworth: Versek; ford. Szabó T. Attila; Füssy, Torda, 1929
- Wordsworth és Coleridge versei; vál. Szenczi Miklós, ford. Babits Mihály et al.; Európa, Budapest, 1982 (Lyra mundi)